# Dołno Izworowo
Dołno Izworowo (bułg. Долно Изворово) – wieś w południowo-środkowej Bułgarii, w obwodzie Stara Zagora, w gminie Kazanłyk. Według danych Narodowego Instytutu Statystycznego, 31 grudnia 2011 roku wieś liczyła 537 mieszkańców.
Sobór odbywa się corocznie 6 maja.